# Władimir Fiłatow
Władimir Pietrowicz Fiłatow, ros. Владимир Петрович Филaтoв, ukr. Вoлoдимир Петрович Філaтoв (ur. 15 lutego?/27 lutego 1875 we wsi Michajłowka w guberni penzeńskiej, zm. 30 października 1956 w Odessie) – rosyjsko-ukraiński lekarz, chirurg, okulista. Był członkiem radzieckiej Akademii Nauk Medycznych. Był również dyrektorem Instytutu Oftalmologii. W 1917 jako pierwszy przeszczepił płat skóry. Usprawnił także przeszczepianie rogówki pobranej bezpośrednio po zgonie pacjenta.
Skończył gimnazjum w Symbirsku, w latach 1892–1897 studiował na Wydziale Medycznym Uniwersytetu Moskiewskiego, był ordynatorem w głównej klinice uniwersytetu, później w głównym szpitalu w Moskwie, od 1903 kierował katedrą Uniwersytetu Noworosyjskiego, w 1919 przemianowanego na Odeski Instytut Medyczny. Od 1939 był członkiem Akademii Nauk Ukraińskiej SRR, a od 1944 Akademii Nauk Medycznych ZSRR. W 1950 otrzymał tytuł Bohatera Pracy Socjalistycznej.